# Werner Abel
Werner Willy Oskar Abel (* 6. April 1902 in Kiel; † 15. Oktober 1935 im KZ Dachau) war ein deutscher Journalist.

## Leben und Wirken

### Frühes Leben
Werner Abel war ein Sohn des Kaufmanns Wilhelm Abel, der zuletzt beim Statistischen Reichsamt beschäftigt war. Er ging in Berlin zur Schule. 1918 bestand er die Reifeprüfung für den Besuch der Obersekunda eines Vollgymnasiums.
1918, während des Ersten Weltkriegs, wurde Abel zum vaterländischen Hilfsdienst herangezogen.
Nach dem Krieg trat Abel 1919 in das Zeitfreiwilligen-Regiment Reinhardt ein. Später im selben Jahr schloss er sich einem Freikorps an, mit dem er im Herbst 1919 ins Baltikum zog. Dort wurde der Verband in die Weiße Armee des russischen Generals Awaloff eingegliedert, mit der er im November und Dezember 1919 an Kämpfen gegen die lettische Unabhängigkeitsbewegung zur Befreiung der bei Riga eingekesselten Eisernen Division teilnahm. Innerhalb der Baltikums-Truppen gehörte er der Kavallerie-Abteilung Weropolitz und dann dem Panzerzug P. 5 an. Nach der Entsetzung der Eisernen Division schlossen sich beide Gruppen zusammen und flohen nach Westen. Ende Dezember 1919 gelang es ihnen, die Grenze nach Ostpreußen zu überschreiten. Während des Baltikum-Unternehmens soll Abel erstmals unter einem falschen Namen als „Graf Schweinitz“ aufgetreten sein.
In Tilsit wurde Abel 1920 bei der von dem Oberstleutnant von Luck eingesetzten Kommission für die Erfassung veruntreuter Dienstgelder beschäftigt, die die Aufgabe hatte, den Verbleib von zur Finanzierung des Baltikumsunternehmens eingesetzten Geldern zu prüfen, insbesondere sollte auf unredliche Weise erworbenes Geld erfasst werden.
Während seiner Tätigkeit bei dieser Kommission ließ Abel sich eine Unterschlagung zuschulden kommen bzw. prellte er viele Leute. Aus diesem Grund wurde er am 30. Juni 1920 vom Jugendgericht des Landgerichts Tilsit wegen Betruges und einer Übertretung nach § 360 StGB zu sechs Monaten Gefängnis und zwei Wochen Haft verurteilt. Die Gefängnisstrafe wurde ihm als durch die Untersuchungshaft als verbüßt angerechnet.
Vom August 1920 bis Februar 1923 war Abel kaufmännisch tätig als Volontär bei der Lübeck-Schweriner Bank und später bei der Deutsch-amerikanischen Film-Union Berlin.
Parallel hierzu nahm Abel 1920 eine undurchsichtige Tätigkeit als Nachrichtenmann, als politischer Zwischenträger und Geschäftemacher auf. Über sich selbst verbreitete Abel in den folgenden Jahren zahllose Behauptungen, so dass, wie ein Pressebericht 1927 festhielt „sich schwer auseinanderhalten“ lasse, „was [...] Wahrheit und Dichtung in der Schilderung“ dieses Mannes, der schon in jungen Jahren auf ein „buntes Abenteurerleben“ zurückschauen könne, sei.

### Politische Aktivitäten in den 1920er Jahren
Nach seiner Freilassung aus der Haft in Tilsit und parallel zu seiner Volontär-Tätigkeit knüpfte Abel 1920 Beziehungen zur Kommunistischen Partei Deutschlands an. In Braunschweig soll Abel kurze Zeit als Sekretär eines KPD-Abgeordneten und braunschweigischen Ministers tätig gewesen sein und anschließend den kommunistischen Abgeordneten Heinrich Malzahn auf eine Moskau-Reise begleitet haben, während der er aber nur bis Kowno gekommen sein soll, wo er festgenommen und nach Deutschland zurückgeschickt worden sein soll.
Um 1921 soll Abel in Berlin eine Anstellung beim Reichsverband der Vorbestraften gefunden haben und dann zusammen mit einem Zuchthäusler das Rechtsbüro „Reichsbund für Rechtspflege“ gegründet haben. Etwa zur selben Zeit soll er außerdem eine Agentur für Schnürsenkel, Schmierseife und Lebensmittel eingerichtet haben.
1922/1923 vertrieb Abel mit seinem Sozius falsches Papiergeld, welches die beiden in der Münzstraße in Berlin billig kauften.
1922 wurden Abel und der Kaufmann Kahle unter dem Verdacht des Münzverbrechens durch Verbreitung falscher Fünfmillionenscheine in Haft genommen. Da Kahle alle Schuld auf sich nahm und Abel als nicht zurechnungsfähig angesehen wurde, wurde er im April 1923 aus der Untersuchungshaft entlassen. Nach seiner Freilassung setzte er sich von Berlin ab. Da Kahle Abel später dann doch wieder erheblich belastete, wurde ein neuer Haftbefehl gegen Abel erlassen, der aber nicht vollstreckt werden konnte.
Im weiteren Verlauf des Jahres 1923 tauchte Abel in Süddeutschland auf. Unter Ausnutzung von Kontakten zu ehemaligen Angehörigen des Freikorps Roßbach und zur Brigade Ehrhardt, die er von seiner Teilnahme am Baltikumszug des Jahres 1919 hatte, versuchte er hier Beziehungen zu den in Bayern aktiven Kreisen der extremen politischen Rechten zu knüpfen. Zu dieser Zeit begann er unter dem Namen „Prinz Helmuth von Isenburg-Büdingen“ oder kurz „Prinz Isenburg“ bzw. „Prinz Ysenburg“ aufzutreten. Er nutzte den missbrauchten Prinzentitel, um in der bayerischen Landeshauptstadt Zugang zu allen maßgeblichen Stellen des rechten Lagers zu erlangen.
Der pazifistische Publizist Kurt Hiller, der Abel persönlich kennen gelernt hatte, bestritt in einem Porträt über Abel in seinem 1950 erschienenen Buch Köpfe und Tröpfe unter Berufung auf Abels Mutter zwar energisch, dass Abel mit dem „Prinz Ysenburg“ identisch gewesen sei, die zeitgenössischen Polizeiakten halten jedoch durchweg fest, dass Abel die Person war, die sich hinter der Ysenburg-Identität verbarg. Spätestens seit 1922 gab Abel sich zudem als Angehöriger des terroristischen Geheimbundes Organisation Consul aus.
In München war Abel im Sommer und Herbst 1923 insbesondere einige Monate lang im Umfeld der NSDAP und des damals zur Vorbereitung auf einen Putsch gebildeten „Kampfbund“ der NSDAP und mehrerer rechter Wehrverbände (Reichskriegsflagge, Bund Oberland u. a.) aktiv.
Im Oktober 1923 verbreitete der Prinz von Ysenburg, also Abel, in München ein Flugblatt, in dem angeblich der bayerische Militärkommandeur Lossow die Reichswehr und die Landespolizei in Bayern dazu aufforderte, sich auf die Seite Hitlers zu stellen, da bereits bindende Abmachungen der Rechtskreise mit der Reichswehr in Norddeutschland über einen Vormarsch nach Berlin getroffen seien.
Am 17. Oktober 1923 wurde Abel durch den Neffen des früheren Herrenhauspräsidenten Graf Otto Schwerin-Wildenhoff, dem Leiter der damaligen Vereinigten Vaterländischen Verbände Ostpreusens, bei der bayerischen Regierung Kahr, beim bayerischen Kronprinzen Rupprecht und seinem Kabienttchef Graf Soden sowie bei den maßgeblichen Rechtsführern in Bayern (Hitler, Ehrhardt, Ludendorff) als Verbindungs- und Nachrichtenoffizier eingeführt und akkreditiert. Seine Aufgabe bestand in der Vermittlung ostpreußischer Stimmungsberichte und militärischer Stärkeverhältnisse an die Bayern und der entsprechenden Verhältnisse an die Ostpreußen.
Am 3. November 1923 wurde Abel in München verhaftet, da man ihm die Fälschung des genannten politischen Flugblatts an Reichswehr und Schutzpolizei mit der Unterschrift „v. Lossow“ vorwarf. Er wurde anschließend einige Wochen in Schutzhaft gehalten. Auf Antrag des Landgerichts I Berlin wurde Abel am 3. Dezember 1923 von der Festung Landsberg am Lech nach Berlin überführt. Grund war ein wegen Münzfälschung erlassenen Haftbefehls gegen Abel.
Abels erneute Inhaftnahme wegen des Verdachtes der Falschmünzerei dauerte bis Mai 1924, als er wieder freigelassen wurde, weil der § 51 des Strafgesetzbuches auf ihn Anwendung fand. Sein Sozius Kahle wurde hingegen wegen des Vertriebs von falschen Geldscheinen zu zwei Jahren Zuchthaus verurteilt.
Während der folgenden Jahre wurden zahlreiche weitere Ermittlungen gegen ihn wegen des Verdachtes, Vergehen wie Unterschlagung und Betrug begangen zu haben, gegen ihn durchgeführt. Im internen Schriftverkehr von Behörden wurde Abel seit dieser Zeit häufig mit Charakterisierungen wie „politischer Hochstapler“, „phantastischer Großsprecher“ und „Abenteurer“ versehen.
Am 11. September 1924 wurde Abel in Budapest zusammen mit zwei anderen Männern, Karl Freiherr von Türmann und Arnold Bartelt, verhaftet. Zeitungsberichte behaupteten, dass die drei Männer mit der Mission betraut gewesen seien, durch Anschluss an die ungarischen rechtsstehenden Führer eine ungarisch-deutsche nationalsozialistische Kampforganisation zu schaffen, die sich von Norddeutschland bis Südungarn erstrecken sollte. Abel soll dabei als Kommandant der ungarischen NS-Anhänger ausersehen gewesen sein. Die Männer sollten den Zeitungsberichten zufolge vor ihrer Verhaftung das Land bereist und in den deutschen Gegenden Ungarns eine Anwerbungspropaganda für die NS-Organisation entfaltet haben.
Am 5. oder 6. Mai 1927 wurde Abel vom Schöffengericht Mitte wegen seines Münzverbrechens aus dem Jahr 1922 (Ausgabe von Falschgeld) zu einer Strafe von 7 Monaten Gefängnis verurteilt, von denen fünf durch die Untersuchungshaft verbüßt waren, während ihm für den Rest Bewährungsfrist gegeben wurde.

### Auseinandersetzung mit dem Nationalsozialismus
Im späteren Verlauf der 1920er Jahre rückte Abel politisch immer weiter nach Links, so dass er schließlich im sozialdemokratischen bis kommunistischen Lager stand.
Am 20. Mai 1928 schlug Abel anlässlich der Reichstagswahlen dieses Jahres ein Plakat an, in dem er sich gegen die Südtirol-Politik und die Geldquellen der NSDAP wandte. Unter anderem behauptete Abel, dass er im Herbst 1923 als Verbindungsmann des „Ostpreußischen Vaterländischen Kartells“ zu Münchener Rechtskreisen die Rolle eines Vermittlers zwischen einem italienischen Agenten namens Giuseppe Migliorati und Adolf Hitler gespielt habe. Hitler habe damals wie die Führer anderer rechtsstehender Wehrverbände über Migliorati italienische Gelder erhalten, um sich nicht an der Südtirol-Propaganda der Nationalisten zu beteiligen.
Im Oktober 1928 stellte Abel Strafanzeige bei der Münchener Staatsanwaltschaft gegen den Chef der Bayerischen Landespolizei Seißer, den Oberregierungsrat Bernreuther und den Kriminalkommissar Wenzel: In seiner Anzeige warf er den Männern Urkundenfälschung im Amt, Ausstellung wissentlich falscher Polizeiberichte, Rechtsbeugung und Begünstigung zum Hochverrat und Meineid vor. Zur Begründung führte er an, im Oktober 1923 von Seußer mit Willen der Münchener Polizei einen falschen Pass auf den Namen „Isenburg“ bekommen zu haben, um seine nachrichtendienstliche, gegen den Weimarer Staat gerichtete Tätigkeit zu decken. Weiter beschuldigte er die Münchener Polizei, auch in anderen Fällen falsche Pässe ausgestellt zu haben, so u. a. an einen Oberleutnant Braun und den Freikorpsführer Gerhard Roßbach. In einer verwandten Anzeige behauptete Abel, dass Beamte der Polizei in Naumburg, die heimlich der Organisation Consul angehörten, ihm (Abel), als er steckbrieflich verfolgt wurde, einen falschen Pass auf den Namen „Ahlers“ ausgestellt und auch bei der Verfolgung der Rathenau-Mörder die Täter in gewissem Sinne begünstigt hätten, so dass die Untersuchung nicht die genügende Klarheit habe bringen können.
Die bayerische Pressestelle gab zu Abels Vorwürfen am 11. August 1928 eine amtliche Erklärung ab, in der festgestellt wurde, dass der Landespolizeioberst Seißer am 22. Oktober 1923 als Beauftragter des damaligen bayerischen Generalstaatskommissars die Münchener Polizeidirektion angewiesen habe, einem gewissen Helmut Isenburg einen Personalausweis auszustellen, und dass die Polizeidirektion verpflichtet gewesen sei, dieser Anweisung Folge zu leisten, so dass sie den gewünschten Pass ausgestellt habe. Seißer teilte zu dem Vorgang mit, dass ihm „Isenburg“ seinerzeit von vertrauenswürdiger Seite vorgestellt und bestens empfohlen worden sei. Erst am 3. November 1923 sei festgestellt worden, dass es sich bei dem Mann um einen „politischen Abenteurer“ gehandelt habe, dessen richtiger Name Werner Abel war, so dass der Mann in Schutzhaft genommen worden sei.
Die NSDAP warnte ihre Anhänger in den späteren 1920er Jahren wiederholt in ihrem offiziellen Parteiorgan, dem Völkischen Beobachter vor Abel: So im Völkischen Beobachter vom 25. August 1928 („Achtung -Spitzel!“) und am 8. Januar 1929.
Nachdem Abel den Vorwurf, dass Hitler 1923 italienische Gelder im Gegenzug für die Nichtbeteiligung an der Südtirol-Propaganda der deutschen Rechten erhalten habe, als Zeuge bei einem Prozess, den Hitler im Februar 1930 vor dem Landgericht in München gegen Albrecht von Graefe, Ludwig Zerfass und einige andere führte, wiederholte, erstattete Hitler Anzeige gegen ihn wegen Meineides.
Das Meineid-Verfahren gegen Abel, in dem auch der Berliner Psychiater Arthur Kronfeld als sachverständiger Zeuge aussagen musste, der bei dieser Gelegenheit Hitler persönlich kennenlernte, zog sich schließlich bis 1932 durch mehrere Instanzen. In letzter Instanz wurde Abel in einem Verfahren, das im Juni 1932 unter dem Vorsitz des Landgerichtspräsidenten Otto Bertram vor dem Landgericht München I verhandelt wurde, schuldig befunden und zu einer dreijährigen Zuchthausstrafe verurteilt. Zur Verbüßung derselben wurde er ins Zuchthaus Oranienburg gebracht.
Auf Seiten der Nationalsozialisten machte man die Anschuldigungen Abels, die in dem Verfahren von 1932 den Höhepunkt ihrer Publizität erreichten, mit dafür verantwortlich, dass Hitler bei der Reichspräsidentenwahl 1932 gegen Hindenburg unterlag. Der starke Eindruck, den die Angelegenheit Abel auf Hitler gemacht hatte, zeigt sich unter anderem darin, dass sich Hitler noch 1940 in einem Gespräch mit Joseph Goebbels, das dieser in seinem Tagebuch festhielt, zum Fall Abel äußerte.

### Tod

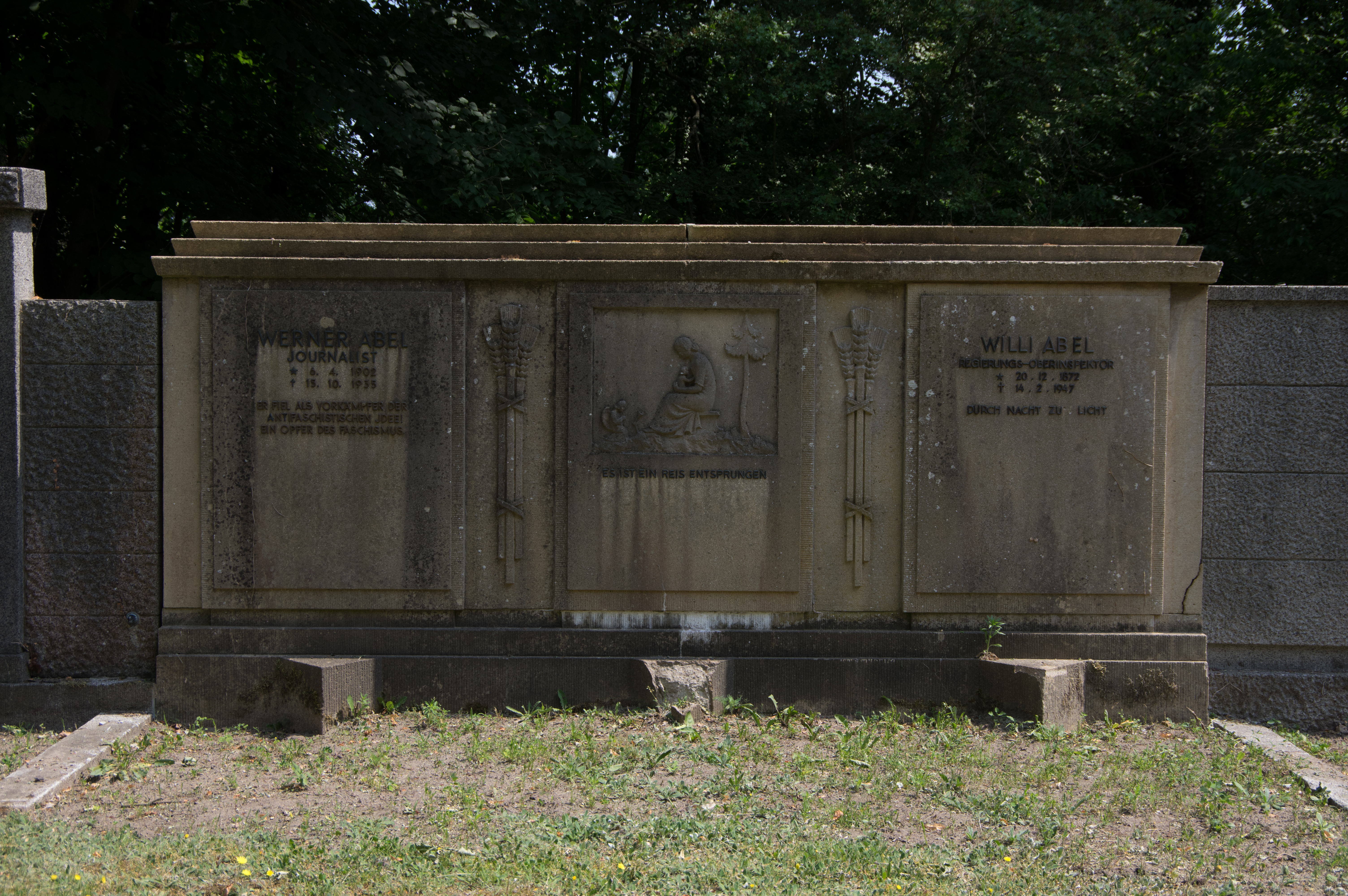
Grabstätte Werner Abel auf dem Friedhof Michendorf

Nach dem Machtantritt der Nationalsozialisten verbüßte Abel weiterhin die ihm auferlegte Haftstrafe im Zuchthaus. Nach dem Ende derselben wurde er automatisch in Schutzhaft genommen und am 4. September 1935 ins Konzentrationslager Dachau überstellt. Dort starb er noch im selben Jahr; offiziell durch Suizid. In der Literatur wird jedoch vielfach davon ausgegangen, dass Abel tatsächlich ermordet und seine Tötung offiziell zu einer Selbsttötung deklariert wurde. Der Dachau-Häftling Adolf Lemke behauptete in einem nach dem Zweiten Weltkrieg für die Vereinigung der Verfolgten des Naziregimes angefertigten Bericht, dass Abel von den SS-Männern Johann Kantschuster und Plank ermordet worden sei.

## Archivalische Überlieferung
Im Bundesarchiv haben sich eine Akte aus dem ehemaligen Hauptarchiv der NSDAP über den Fall Werner Abel erhalten (Bundesarchiv Berlin: NS 26/1200) und eine Akte aus der Überlieferung des Reichsanwalts beim Reichsgericht zur juristischen Verfolgung Abels wegen eines Vergehens in den 1920er Jahren (R 3003/12, 12 J 928/24) erhalten. Außerdem verwahr dieses Archiv eine Personalakte der Dienststelle des Reichskommissars zur Überwachung der öffentlichen Ordnung über Abel (R 1507/2187). Die zuletzt genannte Akte ist im Rahmen des Digitalisierungsprogramms des Bundesarchivs bereits digitalisiert worden und kann über die invenio-Plattform des Bundesarchivs online gelesen werden.
Ein in der Nachkriegszeit angefertigter Bericht von Adolf Lemke befindet sich im Bestand der Vereinigung der Verfolgten des Naziregimes, der nach der Übernahme des Zentralarchivs der DDR ebenfalls ins Bundesarchiv gelangt ist (DY 55/V 278/6/1).